# Upton (Name)
Upton ist ein englischer Familienname, der auch als männlicher Vorname vorkommt.

## Namensträger

### Familienname
- Andrew Upton (* 1966), australischer Dramatiker, Drehbuchautor und Regisseur
- Arthur Upton (Arthur Rowley Upton; 1861–??), belgischer Wasserballspieler
- Arthur C. Upton (Arthur Canfield Upton; 1923–2015), US-amerikanischer Pathologe und Radiologe
- B. J. Upton (Melvin Emanuel Upton Jr.; * 1984), US-amerikanischer Baseballspieler
- Bill Upton (William Ray Upton; 1929–1987), US-amerikanischer Baseballspieler
- Charles H. Upton (1812–1877), US-amerikanischer Politiker
- David Upton (* 1988), australischer Eishockeyspieler
- Eben Upton (* 1978), britischer Informatiker
- Emory Upton (1839–1881), US-amerikanischer General
- Florence K. Upton (1873–1922), britische Zeichnerin und Illustratorin
- Francis Robbins Upton (1852–1921), US-amerikanischer Physiker und Mathematiker
- Fred Upton (* 1953), US-amerikanischer Politiker
- Gabrielle Upton (Drehbuchautorin) (1921–2022), kanadisch-US-amerikanische Drehbuchautorin und Schauspielerin
- Gabrielle Upton (Politikerin) (* 1964), australische Politikerin
- George Putnam Upton (1834–1919), US-amerikanischer Musikschriftsteller, Musikkritiker und Journalist
- Harriet Taylor Upton (1853–1945), US-amerikanische Frauenrechtlerin, Politikerin und Autorin
- Jason Upton (* 1973), US-amerikanischer Musiker
- Jim Upton (1940–2017), schottischer Fußballspieler
- Joan Upton (1922–2016), britische Leichtathletin
- Julia Ann Upton (* 1946), US-amerikanische Theologin
- Justin Upton (* 1987), US-amerikanischer Baseballspieler
- Kate Upton (* 1992), US-amerikanisches Model und Schauspielerin
- Mary Upton (* 1946), irische Politikerin
- Pat Upton (1944–1999), irischer Politiker
- Richard Upton (* 1975), australischer Schwimmer
- Robert W. Upton (1884–1972), US-amerikanischer Politiker
- Róisín Upton (* 1994), irische Hockeyspielerin
- Sally-Anne Upton, britisch-australische Schauspielerin
- Simon Upton (* 1969), australischer Schwimmer

### Vorname
- Upton Sheredine (1740–1800), US-amerikanischer Politiker
- Upton Sinclair (1878–1968), US-amerikanischer Schriftsteller